# Бой под Любартовом
Бой за Любартув (польск. Bitwa pod Lubartowem) — одно из первых сражений Польского восстания, произошедшее в ночь на 11 (23 января) 1863 года.

## Ход боя
Около четырех сотен свежесобранных и плохо вооружённых повстанцев ударили по русскому гарнизону в Любартове, численность которого была 150—200 солдат и офицеров. Основная цель, которую преследовали восставшие, было захватить огнестрельное оружие и артиллерию, бывшую на вооружении гарнизона. 
Однако по неизвестной причине правительственные войска были предупреждены о готовящейся атаке и повстанцы потеряли элемент внезапности. Попытавшиеся все же навязать бой польские повстанцы были легко разбиты русскими войсками, и, потеряв 5 человек убитыми и 9 ранеными и пленными, в спешке ретировались к ближайшему лесу. В ходе короткой стычки потери русского гарнизона составили 1 погибший и 14 раненых, в подавляющем числе легко.